# 英格蘭和威爾斯的法院
英格蘭和威爾斯的法院（英語：Courts of England and Wales）是指負責在英格蘭及威爾斯地區審理民事及刑事案件的法院。這些法院採用英格蘭及威爾斯法律，並經由英國國會的法案設立。
英國並無一套統一的司法制度，英格蘭及威爾士有一套；而蘇格蘭和北愛爾蘭也各自有一套司法制度。但是在部份的範疇卻有例外，例如在入境法中，庇護及入境審裁處（Asylum and Immigration Tribunal）受理全國的案件。此外在勞工法中，英格蘭、威爾斯和蘇格蘭均由同一組勞資審裁處所管轄（但北愛爾蘭除外）。

## 司法架構簡圖

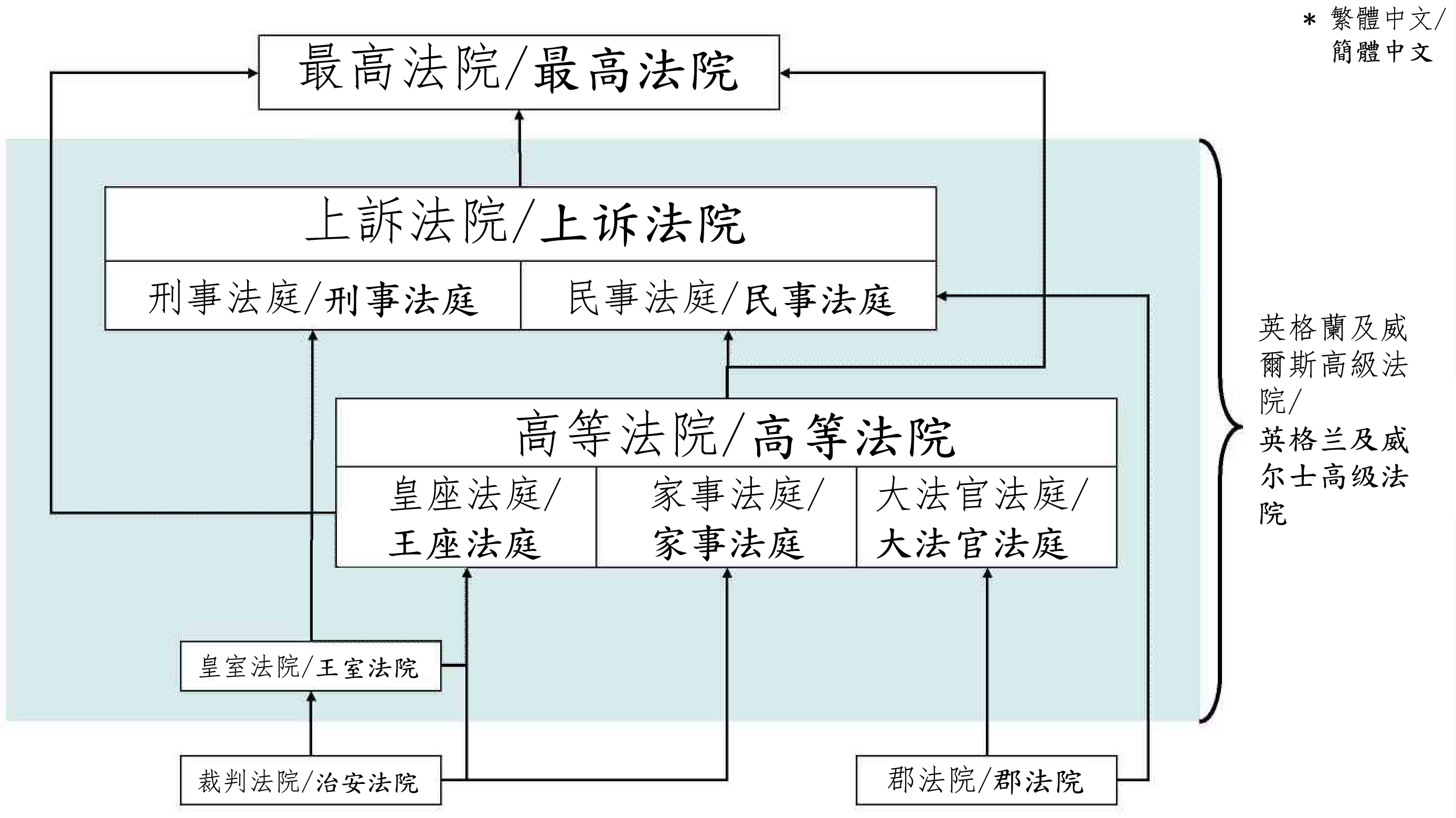
英格蘭及威爾斯地區的司法架構簡圖。

## 聯合王國最高法院

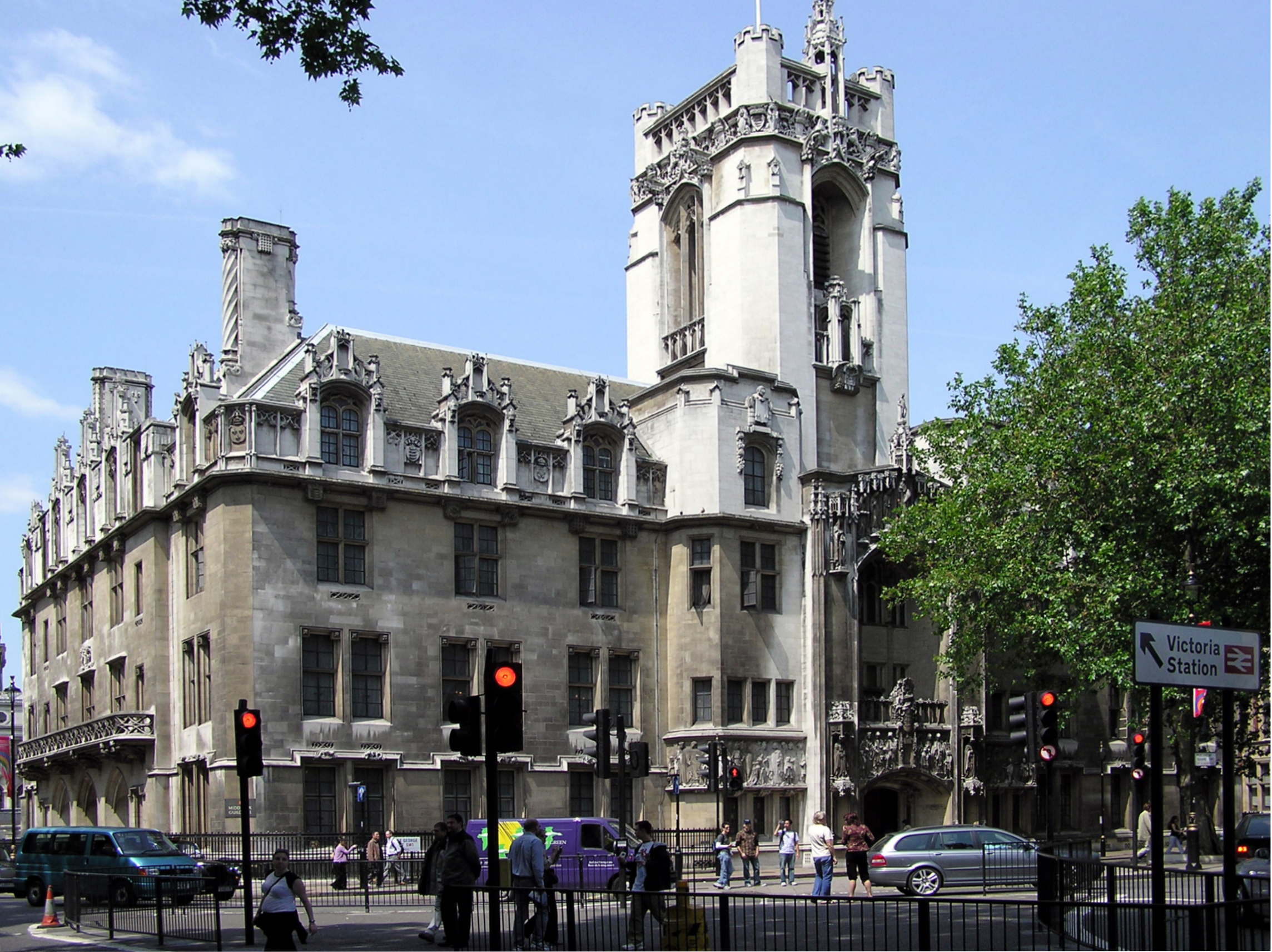
聯合王國最高法院與樞密院司法委員會皆位於前米德爾塞克斯市政廳內。

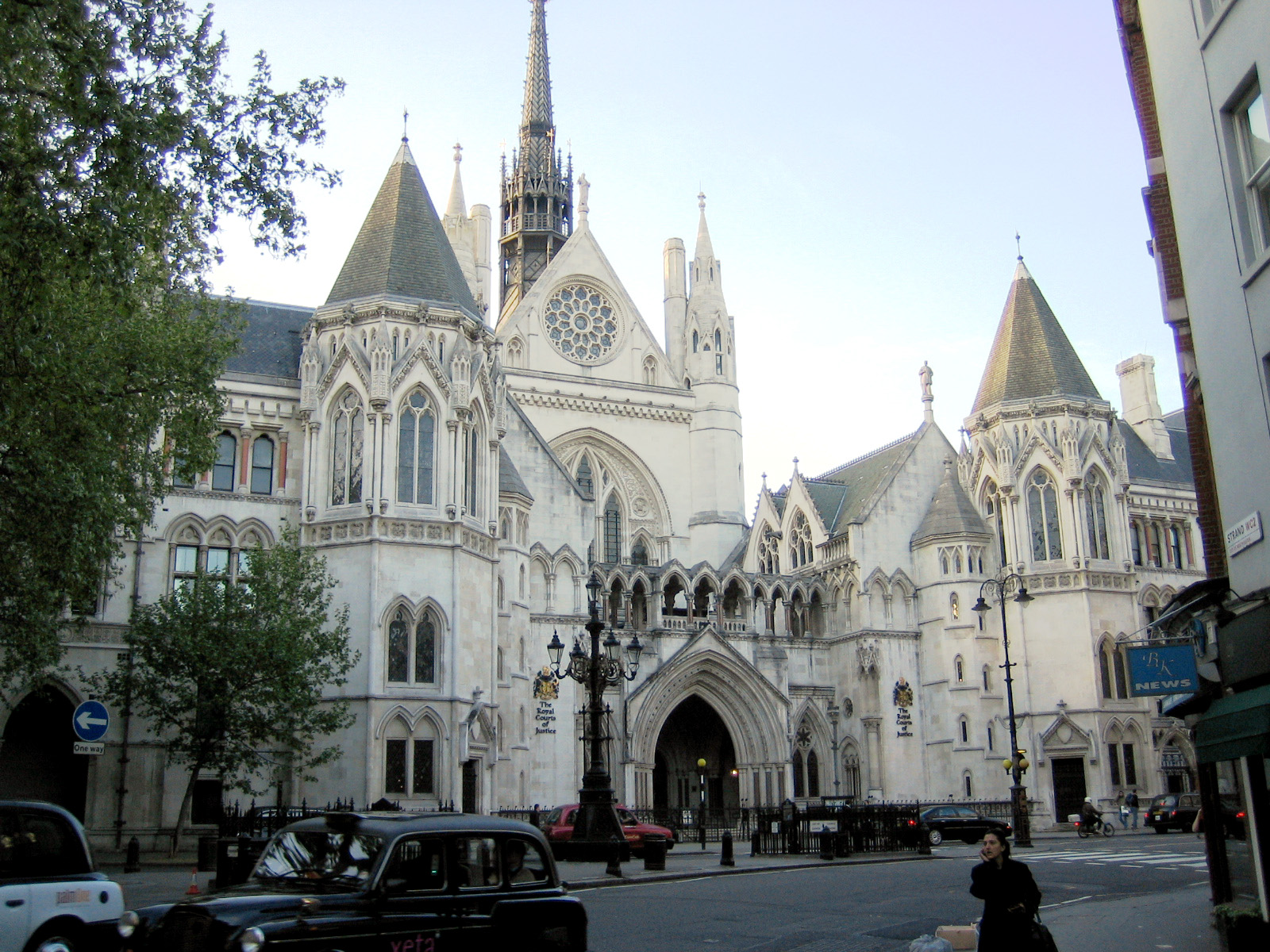
上訴法院及高等法院座落於倫敦的皇家司法院。

聯合王國最高法院對英格蘭及威爾斯地區幾乎所有案件擁有終審權。在《2005年憲制改革法案》正式付諸實行前，其職能本由上議院行使。最高法院亦對涉及權力下放的訴訟擁有終審權，有關權力在《2005年憲制改革法案》付諸實行前本由樞密院司法委員會擁有。

## 樞密院司法委員會
樞密院司法委員會是小部份英聯邦成員國、英國殖民地、海峽群島及曼島的終審法院。此外，委員會亦擁有一定的法定司法管轄權（Statutory Jurisdiction），受理來自教會及某些專業組織的上訴案件。樞密院司法委員會的法官同時是聯合王國最高法院法官。

## 英格蘭及威爾斯高級法院
英格蘭及威爾士高級法院（Senior Courts of England and Wales）經多條《司法院法令》創立，原本稱為「最高司法院」（Supreme Court of Judicature），1981年改稱「英格蘭及威爾斯最高法院」（Supreme Court of England and Wales）。自《2005年憲制改革法令》落實後，再改名為「英格蘭及威爾斯高級法院」，並由以下三大機構組成：
- 上訴法院
- 高等法院
- 皇室法庭

### 上訴法院
上訴法院（Court of Appeal）只會受理來自其他下級法院的上訴案件，法院由民事法庭（Civil Division）和刑事法庭（Criminal Division）組成。民事法庭聆訊來自高等法院、郡法院及某類高級審裁處的民事案件上訴；刑事法庭則主要聆訊來自皇室法庭的刑事案件上訴，這些上訴的被告必須已被起訴，而且已在皇室法庭被審判。

### 高等法院
高等法院（High Court of Justice）是民事案件的原訟法庭以及一些刑事案件的上訴法庭，而這些案件都是來自下級法院的。高等法院由三大分庭所組成，分別是皇座法庭（King's Bench divisions）、大法官法庭（Chancery divisions）和家事法庭（Family divisions）。這三個分庭都不是分立的，但不同的案件卻依其性質交由其中一庭審理，所以這三庭都同樣在高等法院行使其權力。若果案件在錯誤的分庭審理，訴訟雙方都會被罰款。

### 皇室法庭

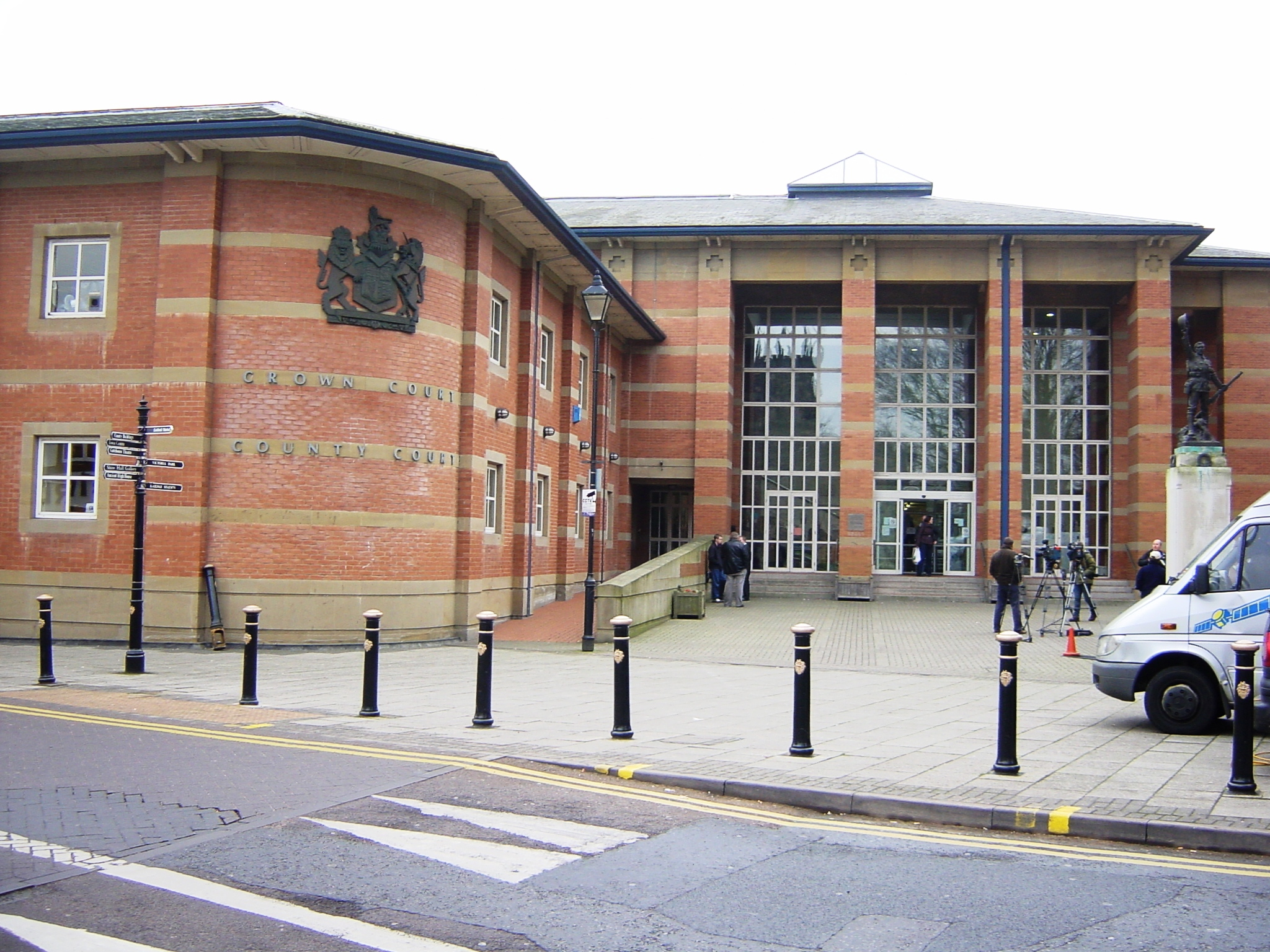
斯塔福皇室法庭

皇室法庭（Crown Court）是一所刑事法庭，受理原訟和上訴案件。此外亦有限地受理民事的原訟和上訴案件。皇室法庭是透過《1971年法庭法案》所成立，以取代舊有的巡迴審判（Assizes）。在以往的巡迴審判，高等法院法官會定期到訪各郡，聽取案件，而四季法院（Quarter Sessions）則會成為定期的郡法院。奧卑利（The Old Bailey）是倫敦一所著名的刑事法庭，現今已成為了皇室法庭的一部份，它的正式名稱則是「中央刑事法庭」（Central Criminal Court）。此外，皇室法庭亦聽取來自裁判法院的上訴。
皇室法庭只會在就起訴書展開審訊的情況下，才會是一所高級法院。在其他情況下，如審理來自裁判法院的上訴，或行使其對民事案件的司法權時，則只會被視作下級法院，受司法覆核管制。

## 下級法院
英格蘭和威爾斯地區最普遍的下級法院包括：
- 裁判法院
- 少年法庭
- 郡法院

### 裁判法院及少年法庭
在每個地區司法管轄區都置有裁判法院（Magistrates' Courts），這些裁判法院均由一班非專業性的治安法官（magistrates，或太平紳士）或受專業訓練的區域法官（District Judges，舊稱「領薪裁判官」，英文是「stipendiary magistrate」）所主持。裁判法院沒有陪審團，並主要受理輕微的刑事案件，以及審理一般的牌照申請。
少年法庭（Youth courts）所負責的案件，被告均是介乎10歲至17歲的少年人。這些法庭由一些經特別訓練的裁判官或區域法官所主持。少年法庭的裁判官審理案件的範疇很廣，只要被告是少年的話，一般都會受理，而且很多案件的性質也比較嚴重（這類案件的被告如果是成年人，就要交由皇室法庭審理）。除家屬和有關人等可以入庭旁聽外，少年法庭並不對外開放。

### 郡法院

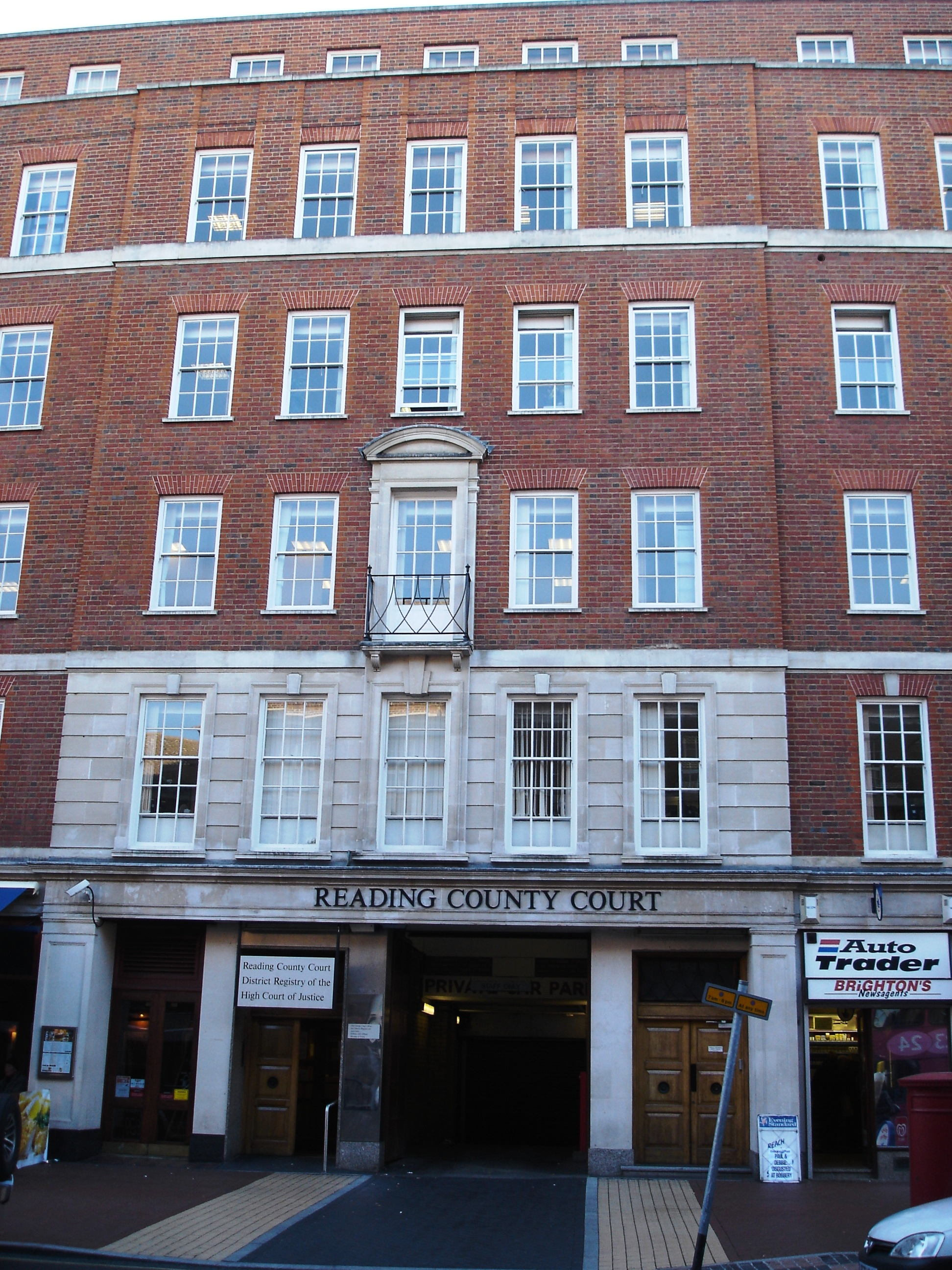
雷丁郡法院

郡法院（County Courts）是法定純粹審理民事案件的法院。除了極少數如涉及警民衝突的案件需要陪審團之外，郡法院一般都由區域法官或巡迴法官（Circuit Judge）單獨主持。
郡法院屬於地方法院，原本意味每一郡法院都有自己的管轄範圍，這點在有關土地糾紛的案件最為明顯。例如，有關土地擁有權的紛爭，必須首先在土地所屬司法管轄區的郡法院展開審訊。但是實際上，一般的民事案件均可以在英格蘭和威爾斯地區的任何一所郡法院展開訴訟，但郡法院與郡法院之間亦常常會移送案件。

## 特別法院和審裁處
在基本的司法架構以外，亦設有不同的特別法庭。這類特別法庭一般稱為「審裁處」（Tribunal），而非法庭。雖然我們以「審裁處」稱呼之，但事實上其職能與一般的法庭沒有太大分別。以勞資審裁處為例，它是一所低級記錄法院（court of record），儲存有關藐視法庭案的記錄。有很多案件，都獲賦予法定權力，由一所審裁處上訴至一些特定的法院或特設的上訴審裁處。然而，若果審裁處沒有特設的上訴機構，那由審裁處的審訊的案件可交到高等法院作司法覆核，但其範疇要比上訴有限。
特別法庭的例子有很多，現在列出其中一部份：
- 勞資審裁處（Employment Tribunal，舊稱「工業審裁處」），其上訴案件由勞資上訴審裁處受理
- 勞資上訴審裁處（Employment Appeal Tribunal），是一所高級記錄法院，因此上訴由上訴法院受理
- 租賃土地評估審裁處（Leasehold Valuation Tribunal），可上訴至土地審裁處
- 土地審裁處（Land Tribunal）
- 增值稅及稅捐審裁處（VAT and Duties Tribunal），處理有關間接稅的案件
- 首席專員（General Commissioner）和特別專員（Special Commissioner），處理有關直接稅的案件
- 租金評估委員會（Rent assessment committee）

### 行政法院
行政法院（Administrative Court），舊稱皇室辦公室名單（Crown Office List），是一所隸屬於高等法院皇座法庭的特別法院，關注有關英格蘭和威爾斯地區的行政法事宜，並監察下級法院和裁判處。其最大職能是就司法覆核申請作出考慮。

### 死因裁判法庭
死因裁判法庭（Coroners' court）由死因裁判官（通稱「驗屍官」）主持。死因裁判官一職由來以久，最早可追查至11世紀。時至今日，死因裁判官仍為死於可疑、交通運輸或高度監視下的人士裁定死因。死因裁判官以往還會為被發現埋藏於地下的無主財寶裁定物主，但此權力已隨《1996年寶藏法案》而喪失。

### 教會法庭
英國國教會是英格蘭的國教，昔日掌管有關婚姻和離婚的法律，以及遺產等的事宜。時至今日，教會法庭（ecclesiastical court）則主理有關教會財產和神職人員犯錯的案件。每個教區都會有一位「總理」（Chancellor）擔任教會法庭之法官，而這些「總理」都是由訟務律師或事務律師出任，主教在以往則有權單獨主持審訊。教會法庭之案件可上告至坎特伯里的大法庭（Arches Court）與約克的大法官法院（Chancery Court），而大法庭和大法官法院的案件亦可再上訴至教會訴訟保留法庭（Court of Ecclesiastical Causes Reserved）。樞密院司法委員會則可對教會訴訟保留法庭的案件作出終審。

### 其他法院
- 軍事法庭（Court-martial）
- 海事法庭（Admiralty court），歷史上存在
- 騎士法庭（Court of Chivalry），與紋章有關，甚少開庭
- 星室法院（Star Chamber），歷史上存在
- 灰腳法庭（Court of Piepowders），歷史上存在的墟市法庭
- 錫礦法庭（Stannary Court），康瓦耳的採礦法庭
- 巴沐爾法庭（Barmote Court）德比郡的鉛礦法庭

## 刑事案件
刑事案件一共有兩種審訊方法，方別是「簡易程序」（summary）和「公訴程序」（on indictment）。對一位成年人而言，簡易程序審訊在裁判法院進行，公訴程序審訊則在皇室法庭進行。但在事實上，幾乎所有刑事案件，不論案件的嚴重程度，一般都先在裁判法院開審。當然，有關公訴罪行的案件可以透過自願起訴書（voluntary bill of indictment），直接在皇室法庭展開審訊，但這種情況並不常見。
刑事案件在裁判法院有兩種形式開審，第一種是被告遭落案起訴，然後提堂，而庭上有裁判官。第二種是被告於特定日子被裁判官以傳票傳召上庭。而只有犯案程度較輕的案件，被告才會以傳票傳召的方式上庭。循上述兩種途徑而展開的審訊，一般被稱作「首次出庭」（first appearance）。
刑事罪行可被分為三大類，分別是可公訴罪行（indictable only offences）、簡易程序罪行（summary offences）和兩種法庭皆可審訊的罪行（either way）。可公訴罪行指謀殺和強姦一類的罪行，這類案件必須在皇室法庭進行公訴程序。所以在首次出庭時，裁判官須即時把被告轉介到皇室法庭，以便進行審訊。而裁判官在此的角色，亦只純粹決定被告應該還押監房，還是以保釋金保釋候審。
簡易程序罪行以觸犯交通規例為主，罪行程度一般都十分輕微。一般而言，超過90%的簡易程序罪行都在裁判法院審結，但亦有少部份會連同其他控罪（如傷人）一同轉介到皇室法庭。
兩種法庭皆可審訊的罪行是一些介乎可公訴罪行和簡易程序罪行的罪行，例子有偷竊和造成小量金錢損失的刑事毀壞。這類案件可以由裁判官按簡易程序審理，亦可在皇室法庭由法官和陪審團審理。若果裁判官認為案情嚴重，他們可選擇「婉拒司法權」（decline jurisdiction），而被告則會被轉介到皇室法庭。另一方面，即使裁判官決定審理這類案件，成年的被告仍有權要求有陪審團的情況下進行審訊。但是18歲以下的被告則不能擁有這權利，除非案件涉及謀殺，或案情非常嚴重，未成年的被告都會在少年法庭（類近於裁判法院）進行審訊。
裁判法院通常由兩種途徑組成。第一種是由一批「非專業性的裁判官」審案，這批人無須要是律師，亦很多時不是律師。在這種情況下，案件要由一群裁判官審理，而這群裁判官中，必須由不少於三位「非專業性的裁判官」組成。第二種是由一位區域法官（舊稱「領薪裁判官」）審理，區域法官都是合資格的律師，並且單獨審理。區域法官通常在一些比較繁忙的裁判法院供職，案件的案情亦比較複雜（如：引渡被告）。須注意的是，裁判官在課刑上的權力受到一定限制。
在皇室法庭，案件則由一位特委法官（Recorder，即「記錄法官」）、巡迴法官或高等法院法官審理，而陪審團亦會一同審理。但要補充的是，案件會按嚴重程度和複雜程度，而決定由那種法官審理。陪審團亦只會在被告「不認罪」的情況下，才會參與審訊。

## 上訴
在裁判法院審結的案件，可依據法律和犯罪事實上訴至皇室法庭，亦可僅按法律上訴至高等法院皇座法庭分庭。而後者的做法則稱為「藉案件呈述」（by way of case stated）的上訴。裁判法院是下級法院，所以受司法覆核所管制。
皇室法庭的情況較為複雜。如果以公訴程序（有陪審團的審訊）的方法進行聆訊，則法庭會被視作上級法院，這表示法庭所作的裁決不能進行司法覆核，上訴須轉介到上訴法院的刑事法庭。
至於在其他情況下（如作為裁判法院的上訴法庭），皇室法庭則屬於下級法院，受司法覆核所管制。當皇室法庭被視作下級法院的時候，藉案件呈述的上訴可依據法律由高等法院皇座法庭分庭受理。
來自高等法院的上訴，如果是刑事性質的話，只可以由最高法院受理。而最高法院亦會受理來自上訴法院刑事法庭的上訴。
不論是高等法院抑或上訴法院，如果刑事案件在審結後仍要上訴至最高法院，則必先證明案件對公眾普遍有重要性（general public importance）。相反，由於民事案件沒有這樣的限制，所以最高法院受理的民事案件遠較刑事案件為多。

## 民事案件
根據《1998年民事訴訟程序規則》，在民事案件中，索取少於5,000英鎊的賠償，可循郡法院的「小額錢債索償程序」（Small Claims Track）辦理。公眾時常誤把「小額錢債索償程序」稱作「小額錢債索償法庭」，但事實上這個名稱並不存在，而「索償程序」亦附屬於郡法院中。而介於5,000英鎊至15,000英鎊的索償透「快捷程序」（Fast Track）辦理。至於15,000英鎊以上的索償則循「多軌審理程序」（Multi Track）辦理。這些「程序」可以作為標籤，讓案件按程度交由郡法院或高等法院審理。
另外，如果是因為個人意外、毀謗或地主房東與佃戶房客的糾紛，而要提出賠償的話，那每個「程序」所訂的金錢範圍又會有所不同。

## 與歐洲司法院的關係
大眾常誤以為他們可以從英格蘭及威爾斯地區的法院一直上告至歐洲司法院，但事實上，全英國法院的案件是不可上訴至歐洲司法院的。的而且確，英國的每一所法院都可向歐洲司法院進行諮詢，就某條歐盟法律尋求詮釋，但歐洲司法院之權限僅止於此，並不可就案件本身的案情插手裁決，因此歐洲司法院之詮釋職責僅具象徵意義。雖然歐盟日漸聯邦化，但歐盟仍未有一套聯邦法院系統，而歐洲司法院之職責亦僅主要向成員國的法院詮釋歐盟法律。
法官本身，以及當事人都可以向歐洲司法院尋求詮釋歐盟法律。若果在法庭審訊的時候，該條歐盟法律在詮釋上存在爭議，而且法庭一經作出裁決的話，便無從上訴，就必須將有關法律提請歐洲司法院以尋求詮釋（依據「可免則免主義」『拉丁文是acte clair』例外）。否則，是否交由歐洲司法院詮釋，就全由法庭自己決定。
儘管如此，一些原訟案件，例如申請廢除某條歐盟法律，或向歐盟機構索償的話，則可以向歐盟的原訟法庭或其他審裁處提出訴訟，而且可依據法律上訴至歐洲司法院。

## 與歐洲人權法院的關係
英格蘭和威爾斯任何一所法院所審理的案件，都不可以上訴至歐洲人權法院。雖然傳媒常說案件「上訴」至「歐洲」，但實際上卻是兩碼子的事。
歐洲人權法院是一所國際法庭，就違反《歐洲人權公約》或基本人權的案件進行聆訊。在聯合王國的任何一個地方，訴訟當事人只要認為英格蘭法律違反他們的權利，都有權到歐洲人權法院興訟。然而，歐洲人權法院作出的裁決，並不會使他們在英格蘭法律下的權利有任何變化，是否接納裁決，完全是英國政府的決定。
另一方面，英格蘭和威爾斯的法院審訊時，沒有義務參照歐洲人權法院的判例，但在引用《人權公約》的時候，就須「顧及」人權法院的觀點。《人權公約》常對英格蘭和威爾斯法院的裁決起一定影響，除此之外，《人權公約》亦有以下兩方面的影響：
1. 法院作為一所公共機構，不可違背《1988年人權法案》（Human Right Act 1988）提及的公約權利。當中包括詮釋法律時，要與人權公約相協調。
2. 依據《1988年人權法案》，如果公共機構違反《人權公約》，原訟人可提出直接請求權。

## 雜記
由諾曼征服至1362年為止，有近300年的時間，法庭都是以法語，而非英語為官方語言。而現行的高級法院於1873年構成，當時分別由皇座法院、大法官高等法院、財務法院、海事高等法院、民事訴訟法院和遺囑與婚姻訴訟法院等等所組成。

## 外部連結
- 英皇陛下法院服務
- 英格蘭及威爾斯地區的高級法官名單